# Alemdar Musztafa pasa
Alemdar Musztafa pasa vagy Musztafa Bayraktar (1755 – 1808. november 15.) oszmán nagyvezír.
Hotinban (ma: Nyugat-Ukrajna) született, szegény szülőktől származik, 1806-ban már ruszcsuki pasaként harcolt az oroszok ellen.
1807-ben a janicsárok III. Szelim oszmán szultánt letették a trónról, és helyébe IV. Musztafa szultánt emelték. Alemdar ekkor Konstantinápolyba jött seregével és Musztafa helyébe ennek testvérét, II. Mahmudot emelte a trónra (1808. július 28.), miután a janicsárok III. Szelim szultánt időközben meggyilkolták.
A szultán nagyvezíreként a janicsárok megsemmisítésére törekedett, de célját nem érte el; a janicsárok 1808. november 15-én ismét fellázadtak, megtámadták a szerájt és IV. Musztafa visszahelyezését követelték. Alemdar pasa vitézül védekezett, de a janicsárok palotáját felgyújtották.
Ekkor Alemdar pasa IV. Musztafa szultánt megfojtatta és fejét odadobatta a lázadók elé, magát pedig az épülettel, valamint 400 janicsárral együtt felrobbantotta.

## Emlékezete
A Zeynep Szultán mecsetben temették el.
Nevét ma Isztambulban, a Fatih városrészben utca őrzi (Alemdar Caddesi).

## Fordítás
- Ez a szócikk részben vagy egészben  az   Alemdar Mustafa Paşa című török Wikipédia-szócikk fordításán alapul.  Az eredeti cikk szerkesztőit annak laptörténete sorolja fel. Ez a jelzés csupán a megfogalmazás eredetét és a szerzői jogokat jelzi, nem szolgál a cikkben szereplő információk forrásmegjelöléseként.
- Ez a szócikk részben vagy egészben  az   Alemdar Mustafa Pasha című angol Wikipédia-szócikk fordításán alapul.  Az eredeti cikk szerkesztőit annak laptörténete sorolja fel. Ez a jelzés csupán a megfogalmazás eredetét és a szerzői jogokat jelzi, nem szolgál a cikkben szereplő információk forrásmegjelöléseként.